# Siegfried Wustrow
Siegfried Wustrow (Göhlen, 7 de mayo de 1936) es un deportista de la RDA que compitió en ciclismo en la modalidad de pista, especialista en la prueba de medio fondo.
Ganó dos medallas de plata en el Campeonato Mundial de Ciclismo en Pista, en los años 1960 y 1961.

## Medallero internacional
| Campeonato Mundial | Campeonato Mundial | Campeonato Mundial | Campeonato Mundial |
| Año                | Lugar              | Medalla            | Competición        |
| ------------------ | ------------------ | ------------------ | ------------------ |
| 1960               | Leipzig (RDA)      | Medalla de plata   | Medio fondo (A)    |
| 1961               | Zúrich (Suiza)     | Medalla de plata   | Medio fondo (A)    |